# HELP (本田美奈子.の曲)
「HELP」（ヘルプ）は、1986年7月23日に発売された本田美奈子の7枚目のシングル。

## 解説
- シングル売上は11.4万枚のセールスを記録した。
- 「HELP」は公共広告機構（現：ACジャパン）のいじめ防止キャンペーンCMソングとして使われた。しかしジャケットは正反対に不良少女・暴走族をイメージしたものであった。
- イントロはベートーベン「運命」のイントロをアレンジしている。

## 収録曲
1. HELP
作詞：秋元康 / 作曲：筒美京平 / 編曲：大谷和夫
  - 公共広告機構（現：ACジャパン）「しらんぷりもいじめ」CMソング。
2. TOKYO GIRL
作詞：秋元康 / 作曲：筒美京平 / 編曲：鷺巣詩郎

## 収録アルバム
- HELP 
  - MINAKO COLLECTION （1986年12月20日）
  - ゴールデンベスト ニューベストナウ （1987年6月5日）
  - DISPA 1987 （1988年1月25日） - ライブバージョン
  - Look over my shoulder （1988年10月26日）
  - best now （1989年9月13日、1990年11月14日）
  - Stand up -BEST BEAT COLLECTION- （1990年12月12日）
  - Big Artist Best Collection （1994年12月7日）
  - TWIN BEST （1998年5月13日）
  - 2000 millennium BEST （2000年5月24日）
  - GOLDEN☆BEST 本田美奈子 （2003年6月25日）
  - 本田美奈子BOX （2004年12月15日）
  - CD & DVD THE BEST （2005年12月7日）
  - ANGEL VOICE 〜本田美奈子.メモリアル・ベスト〜（2007年4月18日）
  - ゴールデン☆アイドル 本田美奈子 (2014年7月30日)
  - エッセンシャル・ベスト 1200 本田美奈子 (2018年3月21日)

- TOKYO GIRL
  - DISPA 1987 （1988年1月25日） - ライブバージョン
  - 本田美奈子BOX （2004年12月15日）
  - ゴールデン☆アイドル 本田美奈子 (2014年7月30日)

## TV
- あなたが選ぶ全日本歌謡音楽祭
- 歌のトップテン
- オールナイトフジ
- スーパージョッキー
- ザ・ベストテン
- 日本テレビ音楽祭
- 広島平和音楽祭
- 夜のヒットスタジオDELUXE